# Booster Gold
Booster Gold, il cui vero nome è Michael Jon Carter, è un personaggio dei fumetti DC Comics creato da Dan Jurgens. La sua prima apparizione è in Booster Gold vol. 1 n. 1 (febbraio 1986).
È un supereroe, membro della Justice League proveniente dal XXV secolo. Peculiarità del personaggio è il fare il supereroe per professione, ovvero dedicarsi a imprese eroiche (sempre enfatizzate) a scopo di lucro, utilizzando numerosi sponsor e pubblicizzando dei prodotti. Booster è sempre accompagnato da Skeets, un robottino dorato sarcastico che lo punzecchia e prende in giro in continuazione.
Era anche un grande amico di Ted Kord, il secondo Blue Beetle, insieme al quale ha dato vita a numerosi sketch comici durante la gestione di Keith Giffen e J.M. DeMatteis della Justice League International.

## Biografia del personaggio
Michael Jon Carter nasce in una famiglia molto povera nel XXV secolo; suo padre aveva ridotto sul lastrico la famiglia a causa di debiti di gioco. Fortunatamente, Michael ebbe la possibilità di frequentare il college grazie ad una borsa di studio ottenuta grazie ai successi nel football. Suo padre, però, lo convinse a truccare una partita sulla quale aveva scommesso ma venne scoperto e bandito dal college e dalla possibilità di divenire un professionista. Trovato lavoro come custode in un museo di Metropolis; Michael studiò la storia dei grandi eroi del XX secolo, e decise di utilizzare la macchina del tempo di Rip Hunter per cercare fortuna in quel secolo, grazie ad altri manufatti che aveva rubato dal museo.
Appena arrivato nel nostro tempo, si trovò a sventare un complotto organizzato per uccidere il presidente degli Stati Uniti; sfruttando la pubblicità che ne conseguì, Michael inventò il soprannome di Booster Gold e divenne il primo supereroe dedito ai profitti commerciali.
Per lanciare definitivamente la sua immagine, cercò di unirsi al più grande team di eroi, la Justice League International: questi inizialmente lo respinsero, non approvando le sue idee e le sue trovate commerciali, ma quando Booster si rivelò determinante nello sconfiggere la Gang della Scala Reale, venne ammesso nel team.
Qui fece la conoscenza di colui che diventerà il suo più grande amico: Ted Kord, alias Blue Beetle. Tra i due nacque una profonda amicizia, che si basava sullo stesso (discutibile) senso dello humor e sulle stesse strampalate idee di far soldi sfruttando il nome della JLA.
Durante lo scontro con l'alieno Doomsday (a cui proprio Booster dà il nome, spaventato dalla straordinaria potenza) il suo costume viene distrutto; sarà proprio Ted Kord a fornirgliene un altro.
Durante una battaglia contro una creatura nota come Devastator, Booster viene ferito mortalmente e perde un braccio. Ancora una volta, Blue Beetle viene in suo aiuto, progettando una tuta che agisce come un sistema di supporto alla vita, oltre a replicare i poteri del precedente costume, oltre a fornirlo di un braccio cibernetico in grado di sostituire il braccio che Booster aveva perso.
Booster guarirà da tutte queste ferite soltanto grazie ad un accordo fatto col supercriminale Monarch.
Poco prima degli eventi di Crisi infinita, Booster Gold indaga sulla sparizione del suo amico Ted Kord; con suo enorme dispiacere scopre che ad ucciderlo fu il loro vecchio amico Maxwell Lord, ex p.r. della Justice League International, che gli rivela di aver sempre odiato i supereroi. Questa scoperta fa perdere a Booster la fiducia in tutti gli eroi, e medita addirittura di tornare al suo secolo d'origine.
Successivamente Booster Gold fa aggregare il nuovo Blue Beetle (Jamie Reyes) in una squadra composta da alcuni dei maggiori eroi per una missione nello spazio capeggiata da Batman, allo scopo di distruggere il satellite seziente Brother Eye: l'intuizione di Booster si rivela azzeccata perché solo lo scarabeo magico di Beetle è in grado di rivelarne la posizione, permettendo così alla squadra di eroi di distruggerlo.

## Poteri e abilità
I poteri di Booster Gold sono tutti di natura tecnologica:
- I circuiti del suo costume gli danno una superforza e la possibilità di creare un campo di forza quasi impenetrabile di diversa grandezza.
- Booster è in possesso di un anello di volo appartenente alla Legione dei Super-Eroi.
- I suoi guanti possono proiettare raggi d'energia ad intensità variabile
- Il suo visore gli permette una vista notturna, microscopica e ad infrarossi

## Altri media
- È protagonista di un episodio di Justice League Unlimited e compare di sfuggita negli altri.
- Compare nella decima stagione della serie televisiva Smallville interpretato da Eric Martsolf.
- Un film dedicato a Booster Gold e Blue Beetle, non facente parte del DC Extended Universe era entrato in sviluppo nel 2015, il film sarebbe stato diretto da Greg Berlanti, mentre la sceneggiatura era stata affidata a Zak Penn,[2][3] tuttavia il progetto è stato cancellato.
- Booster Gold compare come personaggio giocabile in LEGO Batman 3: Gotham e oltre.
- Booster Gold è anche apparso come personaggio giocabile nel videogioco LEGO DC Super-Villains, ottenibile dopo una missione secondaria a lui dedicata.
- Booster Gold sarà protagonista in un'omonima serie televisiva del DC Universe (DCU) parte del primo capitolo: "Dei e Mostri".
- Booster Gold appare anche nell'ultimo episodio della settima stagione nella serie targata The CW: DC's Legends of Tomorrow